# Salles-de-Barbezieux

Salles-de-Barbezieux este o comună în departamentul Charente, Franța. În 1 ianuarie 2022 avea o populație de 400 de locuitori.